# Sterculia tragacantha

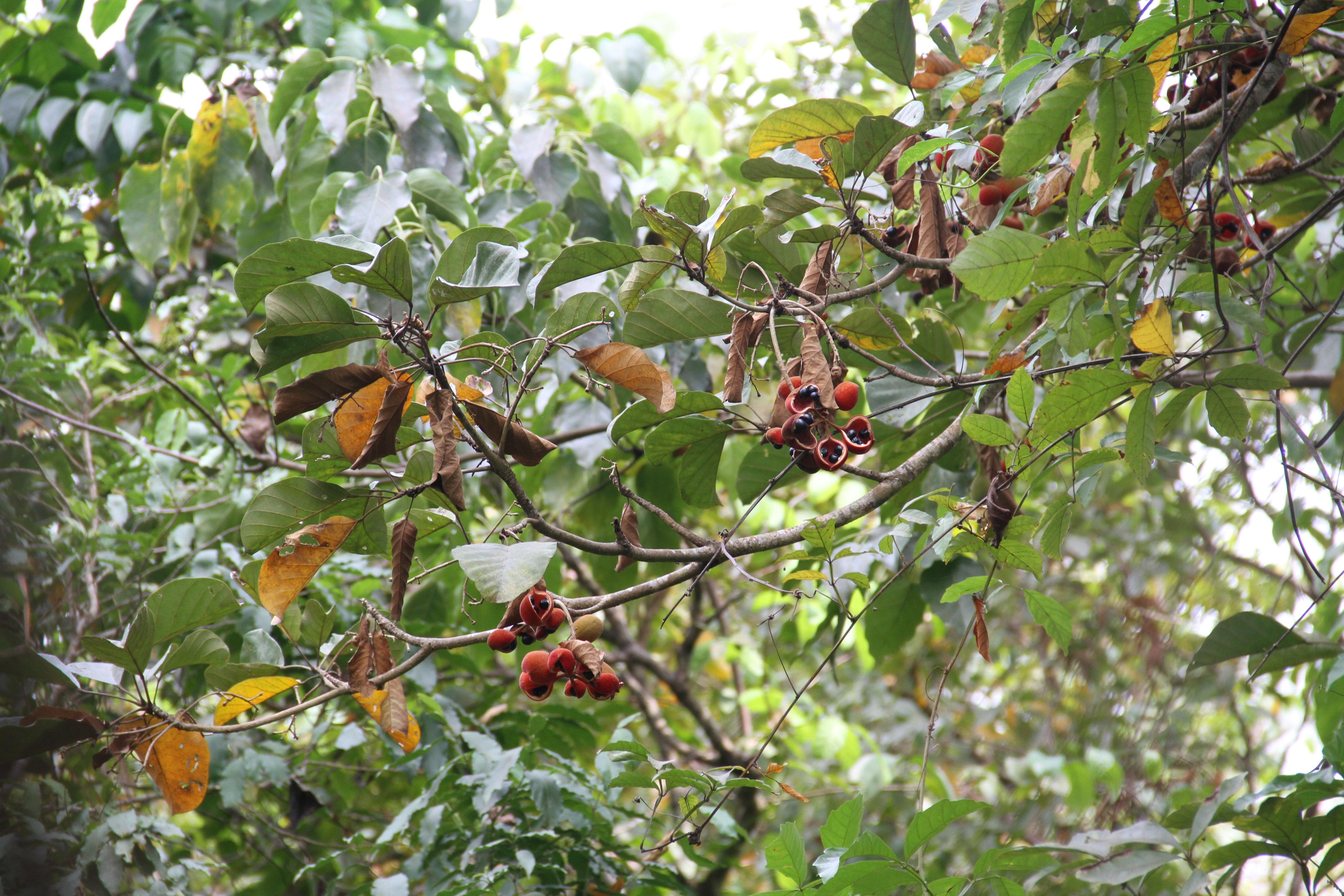
Sterculia tragacantha.

Sterculia tragacantha est une espèce de plante de la famille des Sterculiaceae. Elle est largement répandue en Afrique Tropicale Occidentale entre la Guinée, le Soudan, l'Oubangui-Chari et jusqu'en Angola. C'est un arbre qui aime la lumière et qui se rencontre dans la végétation dégradée secondaire.

## Description
Sterculia tragacantha est un arbre persistant qui pousse jusqu'à 35 m de haut. Ses feuilles sont obovales , de 190 mm de long et de 50- 120 mm de large. Les fleurs sont unisexuées et disposent d’une calice campanulé à 5 lobes triangulaires de couleurs rouges ou roses. Les fruits sont des follicules oblongs ovoides.

## Usage
Sterculia tragacantha est une espèce a usage multiple. D’abord pour l’alimentation générale (gum, fruits, jeune feuilles). L'écorce, très fibreuse surtout celle des jeunes rameaux peut servir à faire des liens. Il est également très utilisé en médecine. Les jeunes pousses des feuilles et/ou l’écores sont utilisés comme décoction contre les vermifuges dans différents pays notamment la Guinée. La gomme a également plusieurs usages thérapeutiques. Entre autres, on peut citer : troubles de l’estomac, maux de têtes, etc.